# 카롤리니 프란시스시니
카롤리니 프란시스시니(Caroline Francischini, 1989년 4월 4일 ~ )는 브라질의 모델이다.